# Karl-Theodor zu Guttenberg
Karl-Theodor zu Guttenberg (Karl-Theodor Maria Nikolaus Johann Jacob Philipp Franz Buhl-Freiherr von und zu Guttenberg; Monaco di Baviera, 5 dicembre 1971) è un politico tedesco, membro della CSU, di cui ha ricoperto l'incarico di Segretario generale tra il novembre del 2008 e il febbraio 2009.
A seguito del risultato delle elezioni federali del 2009 e dell'accordo raggiunto il 23 ottobre 2009 tra Cristiano democratici e Liberali, è stato nominato Ministro della difesa nel Governo Merkel II. Il primo marzo 2011 si è dimesso da ogni incarico.

## Biografia

### Famiglia
Figlio del direttore d'orchestra Enoch von und zu Guttenberg e di Christiane von und zu Eltz, appartiene alla insigne famiglia francone dei Guttenberg, di cui si hanno notizie sin dalla metà del XII secolo; essa ottenne il titolo di Baroni dell'Impero (Reichsfreiherr) nel 1700 e, al dissolvimento dell'Impero, quello di Baroni (Freiherr) di Baviera.

Anche il nonno, Karl Theodor Freiherr von und zu Guttenberg (1921–1972), che sposò la principessa Rosa Sophie d'Arenberg, nel dopoguerra militò nella CSU, distinguendosi per le proprie posizioni conservatrici. Egli aveva preso parte alla Resistenza contro il nazismo insieme al fratello Karl Ludwig, cattolico e monarchico, che fu tra i cospiratori dell'attentato a Hitler del 20 luglio 1944.
La mamma di Guttenberg, Christiane Gräfin und Edle Herrin (contessa e nobile signora) von und zu Eltz genannt (detti) Faust von Stromberg, è imparentata con i Principi del Liechtenstein e discende per parte di madre dai Conti di Merano, linea morganatica della Casa d'Asburgo-Lorena. Divorziata da Enoch nel 1977, ha sposato Adolf von Ribbentrop, figlio di Joachim von Ribbentrop.
Nel 2000, Karl-Theodor ha sposato Stephanie Gräfin von Bismarck-Schönhausen (1976), pronipote del cancelliere Otto von Bismarck. Dal matrimonio sono nate due figlie.
È cugino del regista premio Oscar Florian Henckel von Donnersmarck.
Karl-Theodor è cattolico.

### Formazione e carriera professionale
Karl-Theodor, dopo aver prestato servizio militare alla XXIII Gebirgsjägerbrigade a Mittenwald, ha studiato scienze politiche e diritto. Ha ottenuto nel 2007 un PhD in diritto con una tesi sul diritto costituzionale negli Stati Uniti e nell'Unione europea. Il dottorato è stato però revocato il 22 febbraio 2011 dall'Università di Bayreuth dopo lo scandalo dovuto alla scoperta, da parte della Süddeutsche Zeitung, che buona parte della Tesi di dottorato è stata copiata senza citare le fonti.
Dal 1994 ha fatto parte della direzione dell'azienda di famiglia, la Guttenberg GmbH; dal 1996 al 2002, è stato membro del consiglio di supervisione dell'azienda di servizi sanitari Rhön-Klinikum AG, di cui la famiglia Guttenberg aveva una larga quota azionaria, ceduta nel 2002 alla HypoVereinsbank prima che Karl-Theodor entrasse in politica.

### Carriera politica
Nel 2002, Karl-Theodor è stato eletto al Bundestag per la circoscrizione di Kulmbach ed è stato rieletto nel 2005 con il 60% dei voti. Nel Bundestag, è stato l'incaricato del gruppo parlamentare CDU/CSU per la politica estera. Presiede anche l'associazione parlamentare britannico-tedesca.
Come il nonno, è un forte sostenitore dell'amicizia tedesco-americana e della cooperazione atlantica.
Descritto dalla stampa come l'astro nascente della politica tedesca, è stato Segretario generale della CSU dal novembre 2008 al febbraio 2009, quando, dopo le dimissioni di Michael Glos, è stato nominato Ministro Federale della Germania per l'Economia e la Tecnologia del primo governo Merkel. Dopo le elezioni politiche del 27 settembre 2009 che hanno portato alla formazione di una coalizione di governo tra CDU/CSU e FDP guidata nuovamente da Angela Merkel è stato nominato Ministro della difesa.
Al centro di uno scandalo a causa dell'accusa di plagio (numerosi brani della sua tesi di dottorato in diritto internazionale del 2006 erano identici a quelli di altri autori) si è dimesso da ogni incarico il 1º marzo 2011.

## Ascendenza
|                            |              |                                               | Genitori                                               |  |  | Nonni |  |  | Bisnonni                  |  |  | Trisnonni             |  |
|                            |              |                                               |                                                        |  |  |       |  |  | Georg Enoch zu Guttenberg |  |  | Theodor zu Guttenberg |  |
|                            |              |                                               |                                                        |  |  |       |  |  | Georg Enoch zu Guttenberg |  |  | Theodor zu Guttenberg |  |
|                            |              | Marie von Rotenhan                            |                                                        |  |  |       |  |  | Georg Enoch zu Guttenberg |  |  |                       |  |
| Karl Theodor zu Guttenberg |              |                                               |                                                        |  |  |       |  |  | Georg Enoch zu Guttenberg |  |  |                       |  |
|                            |              | Elisabeth zu der Tann-Rathsamhausen           | Luitpold zu der Tann-Rathsamhausen                     |  |  |       |  |  |                           |  |  |                       |  |
|                            |              | Elisabeth zu der Tann-Rathsamhausen           | Luitpold zu der Tann-Rathsamhausen                     |  |  |       |  |  |                           |  |  |                       |  |
|                            |              | Elisabeth zu der Tann-Rathsamhausen           | Emma Mikes de Zabola                                   |  |  |       |  |  |                           |  |  |                       |  |
| Enoch zu Guttenberg        |              | Elisabeth zu der Tann-Rathsamhausen           |                                                        |  |  |       |  |  |                           |  |  |                       |  |
|                            |              | Robert Prosper d'Arenberg                     | Jean Baptiste Engelbert Marie d'Arenberg               |  |  |       |  |  |                           |  |  |                       |  |
|                            |              | Robert Prosper d'Arenberg                     | Jean Baptiste Engelbert Marie d'Arenberg               |  |  |       |  |  |                           |  |  |                       |  |
|                            |              | Robert Prosper d'Arenberg                     | Sophie d'Arenberg                                      |  |  |       |  |  |                           |  |  |                       |  |
| Rose-Sophie d'Arenberg     |              | Robert Prosper d'Arenberg                     |                                                        |  |  |       |  |  |                           |  |  |                       |  |
|                            |              | Gabrielle von Wrede                           | Carl Philipp von Wrede                                 |  |  |       |  |  |                           |  |  |                       |  |
|                            |              | Gabrielle von Wrede                           | Carl Philipp von Wrede                                 |  |  |       |  |  |                           |  |  |                       |  |
|                            |              | Gabrielle von Wrede                           | Anna von Lobkowicz                                     |  |  |       |  |  |                           |  |  |                       |  |
| Karl-Theodor zu Guttenberg |              | Gabrielle von Wrede                           |                                                        |  |  |       |  |  |                           |  |  |                       |  |
|                            | Karl zu Eltz | Johann Jacob zu Eltz                          |                                                        |  |  |       |  |  |                           |  |  |                       |  |
|                            | Karl zu Eltz | Johann Jacob zu Eltz                          |                                                        |  |  |       |  |  |                           |  |  |                       |  |
|                            | Karl zu Eltz | Marie Theresia von Lobkowicz                  |                                                        |  |  |       |  |  |                           |  |  |                       |  |
| Jakob zu Eltz              | Karl zu Eltz |                                               |                                                        |  |  |       |  |  |                           |  |  |                       |  |
|                            |              | Marie Sophia zu Löwenstein-Wertheim-Rochefort | Aloys zu Löwenstein-Wertheim-Rosenberg                 |  |  |       |  |  |                           |  |  |                       |  |
|                            |              | Marie Sophia zu Löwenstein-Wertheim-Rochefort | Aloys zu Löwenstein-Wertheim-Rosenberg                 |  |  |       |  |  |                           |  |  |                       |  |
|                            |              | Marie Sophia zu Löwenstein-Wertheim-Rochefort | Marie Josephine Wilhelmine Philippa Kinský             |  |  |       |  |  |                           |  |  |                       |  |
| Christiane zu Eltz         |              | Marie Sophia zu Löwenstein-Wertheim-Rochefort |                                                        |  |  |       |  |  |                           |  |  |                       |  |
|                            |              | Friedrich Mayr von Melnhof                    | Franz Adolf Mayr von Melnhof                           |  |  |       |  |  |                           |  |  |                       |  |
|                            |              | Friedrich Mayr von Melnhof                    | Franz Adolf Mayr von Melnhof                           |  |  |       |  |  |                           |  |  |                       |  |
|                            |              | Friedrich Mayr von Melnhof                    | Mathilde von Tinti                                     |  |  |       |  |  |                           |  |  |                       |  |
| Ladislaja Mayr von Melnhof |              | Friedrich Mayr von Melnhof                    |                                                        |  |  |       |  |  |                           |  |  |                       |  |
|                            |              | Marie-Anne de Méran                           | Jean-Stéphane de Méran                                 |  |  |       |  |  |                           |  |  |                       |  |
|                            |              | Marie-Anne de Méran                           | Jean-Stéphane de Méran                                 |  |  |       |  |  |                           |  |  |                       |  |
|                            |              | Marie-Anne de Méran                           | Ladislaja Maria Karoline Franziska Therese von Lamberg |  |  |       |  |  |                           |  |  |                       |  |
|                            |              | Marie-Anne de Méran                           |                                                        |  |  |       |  |  |                           |  |  |                       |  |